# Culpa cero
Culpa cero es una película de comedia dramática argentina de 2024 dirigida por Valeria Bertucelli y protagonizada por ella, Cecilia Roth y Justina Bustos. Fue producida por Pampa Films y se estrenó en cines el 8 de agosto de 2024 y posteriormente fue distribuida en Disney+ por Star Distribution el 2 de octubre del mismo año.

## Sinopsis
Berta Müller (Valeria Bertuccelli), una exitosa escritora de libros de autoayuda, se enfrenta a una crisis cuando es acusada públicamente de plagio en el punto más alto de su carrera. En lugar de asumir la responsabilidad, Müller niega las acusaciones y recurre a excusas sin sentido, exponiendo los aspectos más oscuros de su personalidad.

## Reparto
- Valeria Bertuccelli como Berta Müller
- Cecilia Roth como Carola
- Justina Bustos como Marta
- Gaia Garibaldi como Olivia
- Martín Garabal como Ramiro
- Mara Bestelli como Sandra
- Mey Scápola como Grace
- Lucía Maciel como Guada
- Gabriela Ferrero como Dora
- Matías Cabrera como Joel
- Fabián Arenillas como Capalbo
- Edmundo Matera como Mario
- Rocío Hernández como Cala
- Franco Micheltorena como Gaspar

## Producción

### Banda sonora
En la creación de la banda sonora participó Gabriel Fernández Capello, cantante y esposo de Bertuccelli, junto a sus hijos Florián y Vicente Fernández Capello. Asimismo, contó con la colaboración de la cantante Feli Colina, pareja de Florián. Además, Florián permitió el uso de su primer sencillo como solista, titulado TKM y lanzado en 2019, para que Colina lo interpretara en estilo bossa nova.

## Recepción

### Comentarios de la crítica
En el sitio web de revisión y reseñas para cine y televisión Tomatazos, la película posee una aprobación del 83%, basado en 12 reseñas de críticos.
Diego Batlle, de Otros Cines, calificó la película con 3 estrellas y media sobre 5, destacando que la misma puede generar una sensación de incomodidad e incluso cierto grado de irritación en su primera impresión. Sin embargo, el crítico resalta que, al «desprenderse y despejarse de esa reacción inicial», se puede apreciar el lado positivo de la obra. En particular, valora la «falta de condescendencia» en el relato, subrayando que, en un contexto cinematográfico plagado de «cine predigerido y de fórmula», esta característica es «agradecida».
Guillermo Courau, en su reseña publicada en La Nación, le otorgó una calificación de 4 estrellas sobre 5. Según Courau, la película se caracteriza positivamente por «ostentar la inteligencia de adentrarse a temas sensibles, nada fáciles y muy actuales con la maestría del que sabe de qué está hablando, qué quiere contar y cómo». También añadió que, una vez expresadas estas características, el relato se permite «dejarse llevar por la irreverencia», evitando caer en «cualquier atisbo de demagogia o corrección».

### Premios y nominaciones
| Premio                           | Fecha del evento       | Categoría                          | Nominado            | Resultado | Ref.   |
| -------------------------------- | ---------------------- | ---------------------------------- | ------------------- | --------- | ------ |
| Premios Martín Fierro de la Moda | 6 de diciembre de 2024 | Actriz con mejor estilo en ficción | Justina Bustos      | Nominada  | [ 10 ] |
| Premios Cóndor de Plata          | 20 de febrero de 2025  | Mejor actriz                       | Valeria Bertuccelli | Nominada  | [ 11 ] |